# Путешествие в Западный край во времена Великой Тан

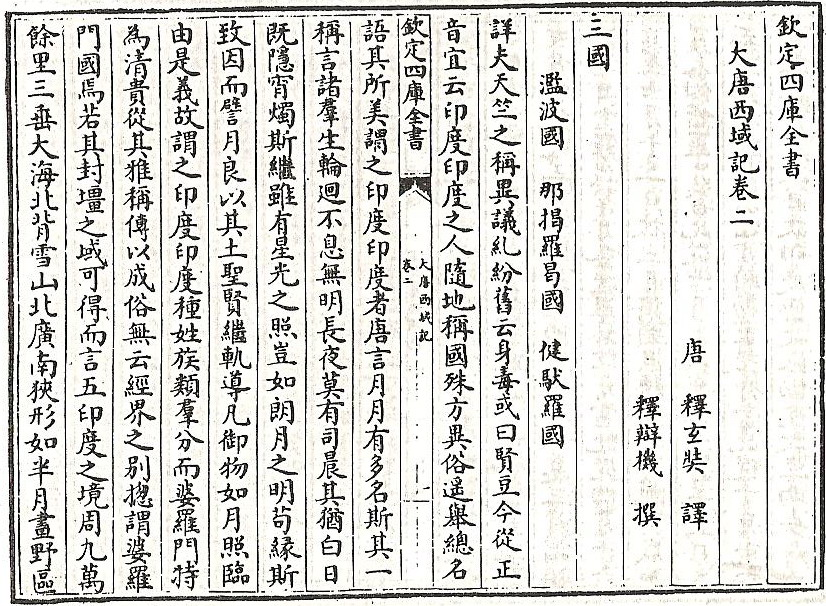
Страница из «Да Тан Сиюй цзи» издания XVIII века

«Путешествие в Западный край во времена Великой Тан» (кит. трад. 大唐西域記, упр. 大唐西域记, пиньинь Dà Táng Xīyù Jì, палл. Да Тан Сиюй цзи) — путевые заметки, описывающие 17-летнее путешествие китайского буддийского монаха Сюаньцзана по Центральной и Южной Азии.

## История
В 629 г. Сюаньцзан увидел сон, который побудил его предпринять паломничество в Индию. Несмотря на отсутствие разрешения от императора, он отправился в путешествие, и побывал во многих городах на территории современных Синьцзяна, Узбекистана, Таджикистана, Афганистана, Пакистана, Индии и Шри-Ланки. В 645 году он вернулся в Китай, привезя с собой 657 сочинений буддийского канона, а также всевозможные предметы буддийского культа. Он был торжественно встречен в столице Чанъане и обласкан императором Тай-цзуном, задним числом выдавшим разрешение на путешествие. Так как император интересовался сопредельными странами, то по его совету Сюаньцзан в течение года надиктовывал своему ученику Бяньцзи путевые заметки — отчёт обо всём, что он видел в пути сам или слышал от других.

## Состав
Текст состоит из 12 цзюаней, содержащих более 120 тысяч иероглифов. В нём описаны география, транспортные пути, климат, местные товары, народы, языки, история, политическая жизнь, экономика, религия, культура и обычаи 110 земель, пройденных Сюаньцзаном.

## Историческое значение
Путевые заметки Сюаньцзана являются одним из важнейших документов по истории Центральной Азии и Индии; в частности, они являются самым ранним документом, упоминающим Бамианские статуи Будды. Они не раз служили руководством при археологических раскопках — например, в Раджгире, Наланде и т. д. Описанное в заметках путешествие послужило основой для созданного в XVI веке классического китайского романа «Путешествие на Запад».

## Переводы
- Выдержки из описания Индии китайским путешественником Сюан Цзаном / пер. А. М. Осипова // Хрестоматия по истории средних веков. Т. 1. М., 1961.
- Сюань-цзан. Записки о западных странах [эпохи] Великой Тан (Да Тан си юй цзи). — М.: Восточная литература, 2012. — 464 с. — 800 экз. — ISBN 978-5-02-036520-9. (введение, перевод и комментарии Н. В. Александровой)